# Туросна (приток Велесы)
Туросна (в нижнем течении — Тросница) — река на юго-западе Тверской области, левый приток Велесы (бассейн Западной Двины).
Длина реки — 69 км, площадь бассейна — 485 км².

## Описание
Берёт начало у деревни Драньково Нелидовского района на юго-западе Валдайской возвышенности. Протекает по лесной болотистой местности. В верхней половине течёт на юго-юго-запад, в нижней — на северо-запад. Среднее и нижнее течение проходит по Западно-Двинской равнине в Жарковском районе, где река протекает по краю болота Пелецкий Мох через озёра Боровно, Орехово, Жарки и впадает в Велесу по левому берегу в 11 км от её устья.
Русло реки извилистое. В бассейне создана сеть мелиорационных каналов.
Основные притоки: левый — Чернейка (дл. 13 км), правый — Заборенка (дл. 9 км).
На берегах расположены населённые пункты Драньково, Мешки, Шанино, Мирный, Обухово, Откос. Крупнейшие населённые пункты всего бассейна — Данилино, Гараж, Кащёнки, Новый Двор.
Реку пересекают ж.-д. ветка Земцы — Жарковский (трижды) и автодорога г. Западная Двина — Жарковский.